# Campo de tiro

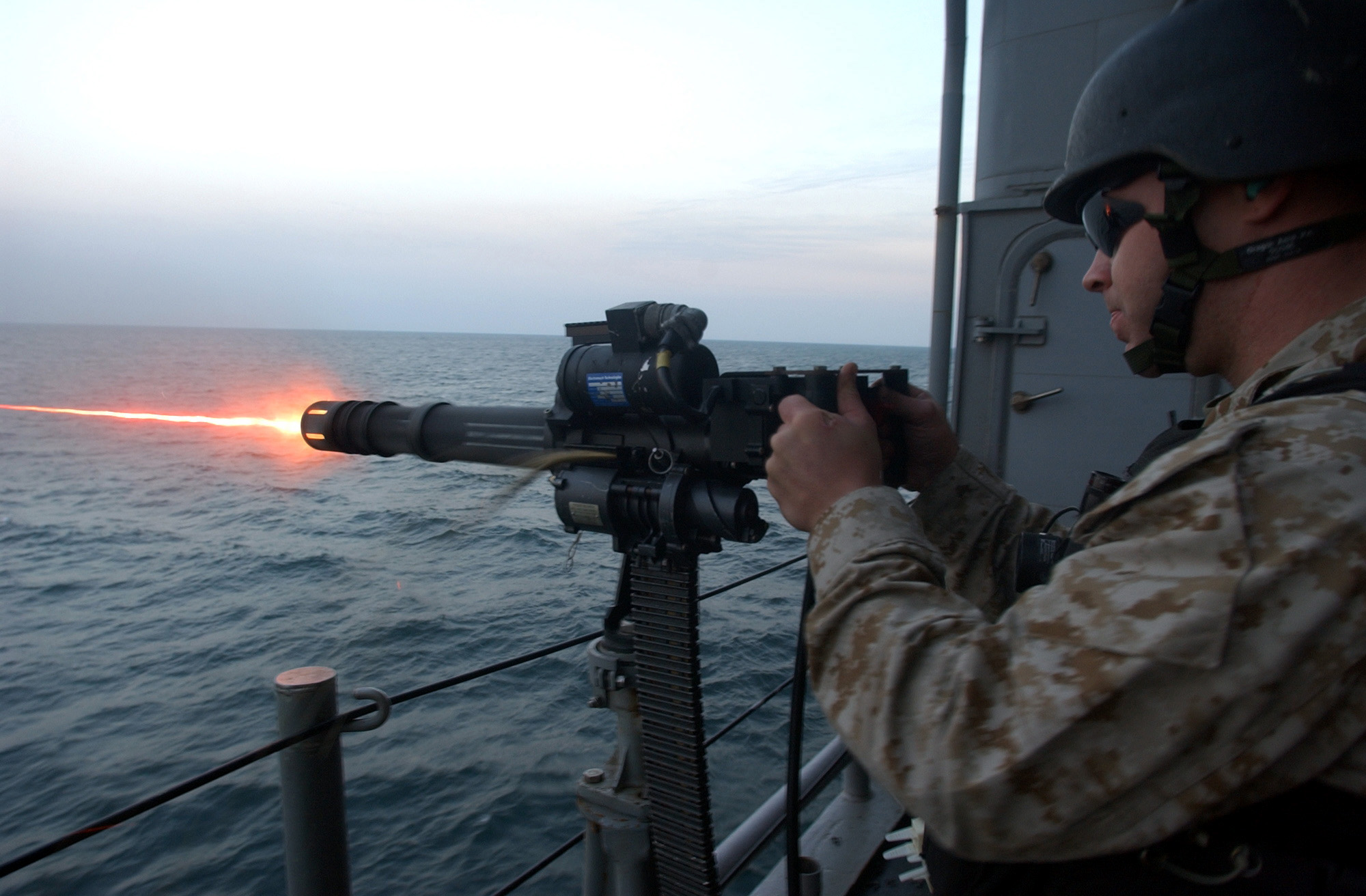
Una M134 Minigun disparando a bordo del USS Philippine Sea (USS Mar de Filipinas).

El campo de tiro de un arma (o grupo de armas) es el área alrededor de la cual los disparos pueden alcanzar fácil y efectivamente el objetivo. El término campo de tiro es la mayoría de las veces referido a las armas automáticas y ametralladoras. La zona de tiro incorpora la "zona batida" o zona de impacto.
La Zona de Impacto es un concepto indirecto de las pequeñas armas de fuego de la infantería. Describe el área entre "el primer impacto" y "el último rasguño" en la trayectoria de la bala. En el primero de estos puntos, la bala impactará a la altura de la cabeza, y en el último punto, según cae la bala, lo hará en el pie del contrario. Cualquiera que esté en la zona batida será impactado en algún punto entre la cabeza y los pies.
El concepto trabaja mejor para una defensa estática con un área cubierta por una posición preparada de antemano. Normalmente las armas automáticas montadas sobre un trípode y con fuego indirecto o en vez de esto, con fuego directo. El ataque puede entonces ser pedido por observadores para acertar sobre un punto específico en el campo de tiro, e incluso sin visión para el operador de la ametralladora. 
Ametralladoras superpuestas, creando un fuego cruzado, usando el concepto de "zona batida", junto con la idea de enfilada tuvieron una parte importante durante la Primera Guerra Mundial.
La zona batida puede también referirse a un área donde impactan los obuses de artillería. Esta zona tiene una forma rectangular con el lado largo paralelo a la dirección de tiro, porque la artillería tiende a desviarse más hacia adelante o hacia atrás que hacia la izquierda o la derecha.